# Dlouhá řeka
Dlouhá řeka je potok v okrese Uherské Hradiště, pramenící v oblasti Chřibů, který se u Uherského Ostrohu vlévá do Moravy. Asi do 40. let 20. století nesl jeho horní tok název Smraďatský potok a dolní tok název Boršický potok. 
Potok protéká přes osadu Smraďavka, kolem sirných lázní a zámku Smraďavka neboli Leopoldov (patřících k obci Buchlovice), přes vodní nádrž Sovín a přes obce Boršice a Nedakonice. U Uherského Ostrohu se zprava vlévá do Moravy. 